# Allophylus paniculatus
Allophylus paniculatus är en kinesträdsväxtart som först beskrevs av Poeppig, och fick sitt nu gällande namn av Radikofer. Allophylus paniculatus ingår i släktet Allophylus och familjen kinesträdsväxter. Inga underarter finns listade i Catalogue of Life.